# العتك (حالمين)

تعديل مصدري - تعديل

العتك هي إحدى قرى عزلة حبيل الريدة بمديرية حالمين التابعة لمحافظة لحج، بلغ تعداد سكانها 57 نسمة حسب تعداد اليمن لعام 2004.